# アメリカ領サモア

アメリカ領サモア
Territory of American Samoa
Teritori o Amerika Sāmoa

地域の標語：Samoa, Muamua Le Atua
地域の歌：　
アメリカ合衆国国歌 星条旗
サモア準州歌 アメリカ・サモア

アメリカ領サモア（アメリカりょうサモア、英: American Samoa、サモア語: Amerika Sāmoa、Amelika Sāmoa、Sāmoa Amelika）は、南太平洋のポリネシア地方にあるアメリカ合衆国の自治領で、準州。サモア独立国の南東に位置する。アメリカ領の最南端。アメリカンサモア、東サモア（ひがしサモア）とも呼ばれる。

## 概要
主要な領土は、トゥトゥイラ島と近隣のアウヌウ島、マヌア諸島（オフ島、オロセガ島、タウ島）の火山島、および珊瑚環礁であるローズ環礁から構成され、離れたところにある珊瑚環礁のスウェインズ島も含まれている。
アメリカ領サモアは、サモア諸島の一部であり、トンガ王国の北、クック諸島の西、トケラウの南500キロメートルに位置する。西に向かうと、フランス領のウォリス・フツナがある。面積は197.1平方キロメートル。総人口は2010年の国勢調査で5万5519人となっている。

## 歴史

### 西洋との接触以前の歴史
紀元前1000年ごろには既にサモア諸島に人が住んでいた。サモアは、18世紀になるまでヨーロッパの探検隊には知られていなかった。
東サモアのヨーロッパ近代化以前の歴史は、西サモア（サモア独立国）と密接な結びつきがあった。アメリカ領サモア地域の歴史は、ポリネシアの中でも最も古いうちに入る。マヌア諸島の王はトゥイ=マヌア（マヌア大首長）の称号を持ち、一時はフィジー・トンガ・クック諸島・トケラウ諸島といった太平洋各地の群島を支配するなど、これらの島と政治的・経済的に強く結びついていた。トンガがサモアを支配した時代には、マヌアはサモア諸島の中で独立を維持した唯一の地域だった。
トゥトゥイラ島やアウヌウ島は、ウポル島（現在のサモア独立国）と政治的に強く結びついていた。アメリカ領サモアおよびサモア独立国を含むサモア諸島全体は現在でも、「ファーアマタイ（faamatai）」という伝統的な統治システムや血縁関係によってかつてと同じく結び付けられている。ファーアマタイの政治システムや「ファーサモア（Fa'asamoa）」と呼ばれる伝統（言語や習慣などサモアの暮らしの総称）は、古代のサモアにいた血縁関係で結ばれた女王、ナファヌア（Nafanua）とサラマシナ（Salamasina）に発祥する。

### 西洋人による侵略

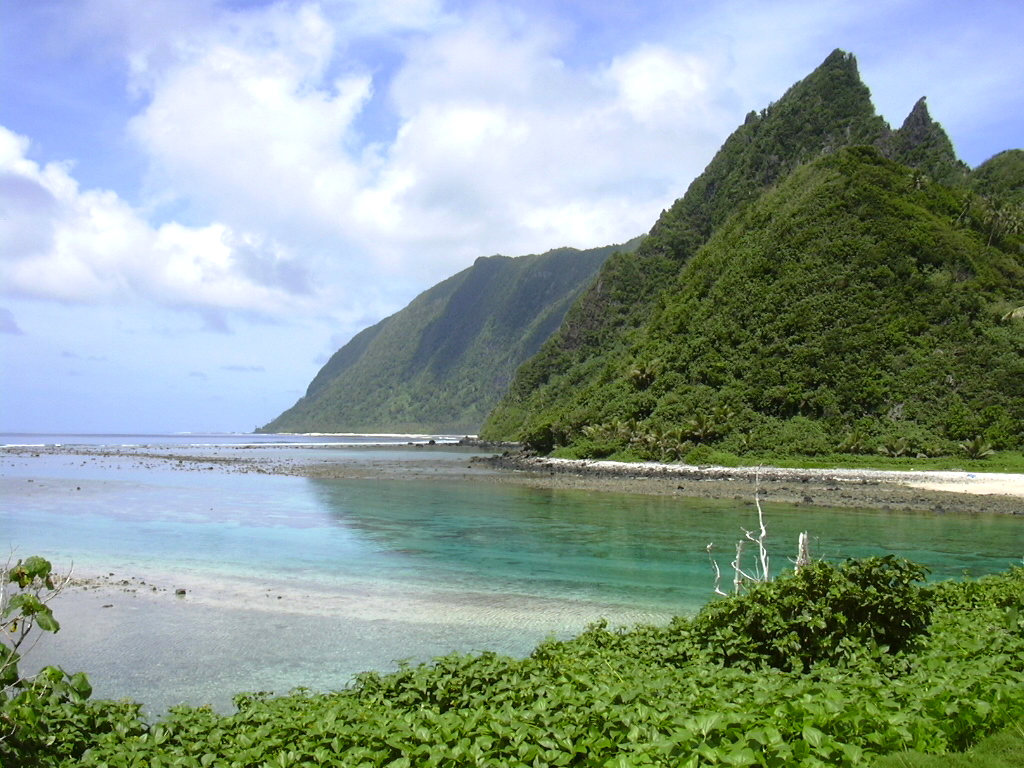
オフ島（マヌア諸島）の海岸

西洋人とこの諸島の人々との最初期の出会いには、フランスの探検家とトゥトゥイラ島の住民の間で発生した18世紀の戦闘が含まれる。この戦いの結果、サモア人はサモアを侵略すべく渡来した西洋人から「残忍な民族である」という悪い評価を与えられるようになった。
その後サモア諸島に対し19世紀初めに「ラロトンガン伝道団」が送られ、1830年代には会衆派教会ロンドン伝道協会のジョン・ウィリアムズにより率いられた宣教師団が公式にサモアにキリスト教を移入した。それから100年弱で、サモア人の会衆派教会は、南太平洋の最初の独立した先住民教会となった。
1889年の3月、ドイツ海軍の軍艦がサモアを襲撃し、アメリカ人の居留地や資産を破壊した。アメリカの3隻の軍艦がサモアに入港し、3隻のドイツ艦に対する戦闘の準備をした。しかし戦闘が始まる前に台風が襲来し、アメリカ艦・ドイツ艦ともに沈んだため、戦力を失った両軍は実効力のある休戦条約を結んだ。

### アメリカ領としてのサモア
19世紀後半の対立的な国際関係は太平洋にも及び各国を交えた王位を巡る紛争へと発展した。しかし、1889年3月の台風による被害で戦闘継続が困難になったことから、英・米・独による三国協定（英語版：en:Tripartite Convention (1899)）で停戦となり、三国共同の調査委員会のもとで1900年2月16日サモア協定が締結された。サモア諸島についてはドイツ帝国とアメリカ合衆国が1899年に東西に分割することで決着した。翌年、アメリカは取り分となる東半分の小さな島々を公式に占領した。ドイツが占領した西の大きな島嶼部は、今のサモア独立国にあたる。
アメリカが東サモアを保有した後に、パゴパゴ港にアメリカ海軍の太平洋艦隊のための石炭補給基地が建設され、地方長官が任命された。海軍は、1900年にトゥトゥイラ島の譲渡証書を、1904年に、マヌア諸島の譲渡証書を引き受けた。マヌア諸島の最後の統治者であるトゥイ・マヌア・エリサラは、パゴパゴ港のタウというところの太平洋艦隊所属の小型砲艦上において行われた“イプ裁判”として知られるアメリカ海軍の一連の審理に従ってマヌア譲渡証書にサインせざるを得なかった。
第一次世界大戦の後、ニュージーランドの保護国となっていた西サモアで起こったマウ運動に呼応して、アメリカ領サモアでも、レオネ村から来た第一次大戦の復員兵であるサミュエル・サイレレ・リプレイに率いられたアメリカンサモア・マウ運動が起こった。アメリカでの会議の後、彼は故郷のアメリカ領サモアに帰るために乗った船から下船を禁じられ帰国が許可されなかった。アメリカンサモア・マウ運動は、アメリカ海軍によって制圧され、1930年にはアメリカ議会により、ハワイ王国崩壊に参加したアメリカ人に率いられるアメリカン・サモア情勢調査のための委員会を送った。
1938年に、有名な飛行家のエド・ムシックとそのクルーが、ニュージーランドのオークランドへの調査飛行の途上にパゴパゴ港に立ち寄った際、乗機のパンアメリカン航空 S-42飛行艇「サモアン・クリッパー」の事故で死んだ。離水後に航空機がトラブルを起こし、ムシックはパゴパゴ港へと引き返そうとしたが、緊急着陸のために乗員が燃料タンクを空にしようとしたとき、燃料ポンプに火花が散り爆発によって飛行機が空中分解したのである。
第二次世界大戦中、日本と戦うアメリカ海軍のサモアの基地におけるアメリカ人兵員数は、地元のサモア人人口より多く、大きな文化的影響をもたらした。14歳以上の若いサモア人男性はアメリカ軍によって訓練され、大戦中に兵士・衛生兵・暗号要員・船舶修理工などさまざまな任務に就いた。
戦後の冷戦下で、南太平洋における軍の拠点としてサモアを重視していたアメリカ内務省は、「自治法4500（Organic Act 4500、サモア統治基本法）」によってアメリカ領サモアを編入しようと試みているが、トゥイアソソポ・マリオタ（Tuiasosopo Mariota）に率いられたサモア諸島の諸首長の努力によって議会で否決された。彼らの努力は独自の立法府「アメリカン・サモア・フォノ」（American Samoa Fono）の創設へと結実した。フォノはアメリカ領サモアのデ・ファクト（事実上）およびデ・ジュリ（法律上）の首都ファガトゴ村で行われている。
この時、アメリカ海軍指名の政務官は廃止され、地方選挙による政務官がとってかわった。自治法をアメリカ連邦議会で通過させていないため法律的にはアメリカ領サモアは合衆国未編入の状態であり「非自治的領域」（unorganized territory）であるが、1967年7月1日に発効した憲法による自治政府が成立している。現在、アメリカ領サモアは国際連合非自治地域リストに記載されている。
2009年9月29日、トゥトゥイラ島の南西159km地点でマグニチュード8.1の地震が発生。パゴパゴで314cm、サモア独立国の首都アピアで140cmの津波を観測した。この地震を受け、バラク・オバマ大統領はアメリカ合衆国連邦緊急事態管理庁(FEMA)から緊急チームを派遣した。

## 政治

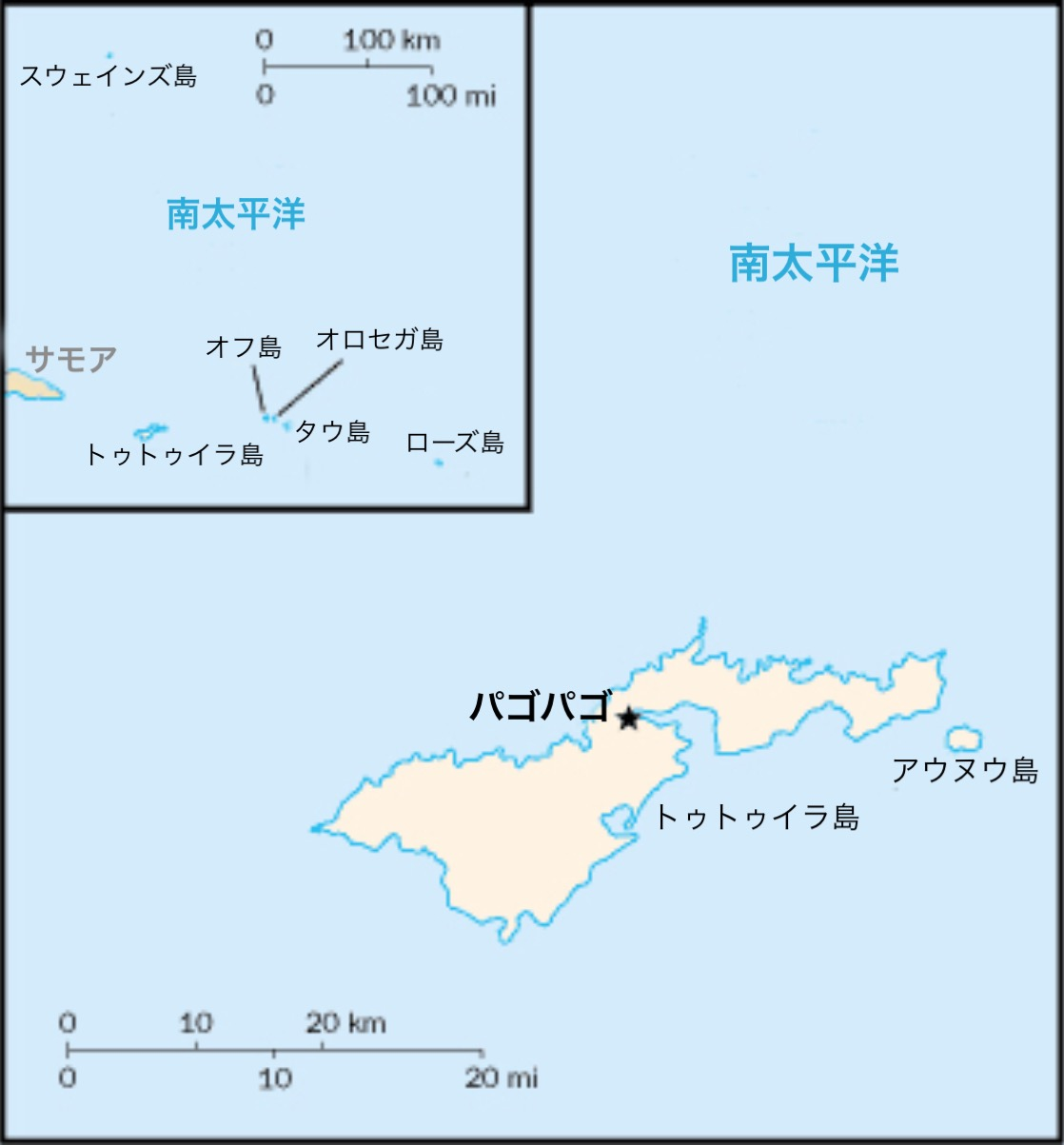
東サモア（アメリカ領サモア）の地図。西サモア（サモア独立国）の東に連なる。主要な都市であるパゴパゴはトゥトゥイラ島に位置する

国家元首はアメリカ合衆国大統領で、2025年1月20日よりドナルド・トランプ。領内の行政執行権は準州知事が、立法権は自治領議会が担う。司法権はこれら二権からは独立した高等裁判所（High court）にあり、判事はアメリカ合衆国内務長官が指名する。
準州知事の任期は4年で、知事・副知事の候補ペア（「チケット」）に対する直接選挙で選ばれる。2021年1月3日より前副知事のレマヌ・ペレティ・マウガが任にある。
アメリカ領サモア議会は、二院制。下院（住民代表議院）は、全21議席で、20議席は民選議員、1議席は非民選のスウェインズ島代表。任期は2年。上院は、全18議席で、サモアの伝統的指導者層であるマタイと呼ばれる各地域の首長（matai）から郡会（county council）により選ばれる。任期は4年。
法律上の首都は議会であるフォノの所在地であるファガトゴ（Fagatogo）村であり

、また、行政府の所在地は行政区画としてはUtulei村のA.P. Lutali行政府ビルであるが、一般的にはこれらを含めてパゴパゴと称している
。
アメリカ領サモアは、アメリカ合衆国の連邦議会下院へ発言権はあるが議決権のない代表者（オブザーバー）を1名出席させることが認められている。代表者は、任期2年で、住民の投票によって選出される。

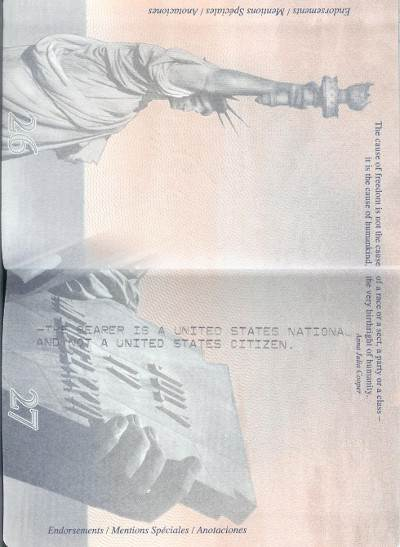
アメリカ領サモア人のパスポート
パスポート所持者は米国の「国民」ではあるが、市民ではないと記載されたメッセージ

アメリカ領サモアは米国議会により自治法 (Organic Act) が制定されていない "unorganized territory"（非自治的領域）であるため、住民は、米国の国籍を持つ（米国民、"U.S. National" である）が、プエルトリコ、北マリアナ諸島、グアム、米領バージン諸島といった他の米属領住民とは異なり正式には市民権を持たない。しかし現在は他領域の市民権保持者とほぼ同等の権利は与えられている。
なお、アメリカ領サモアでは現在、死刑制度は廃止されている。

## 地形

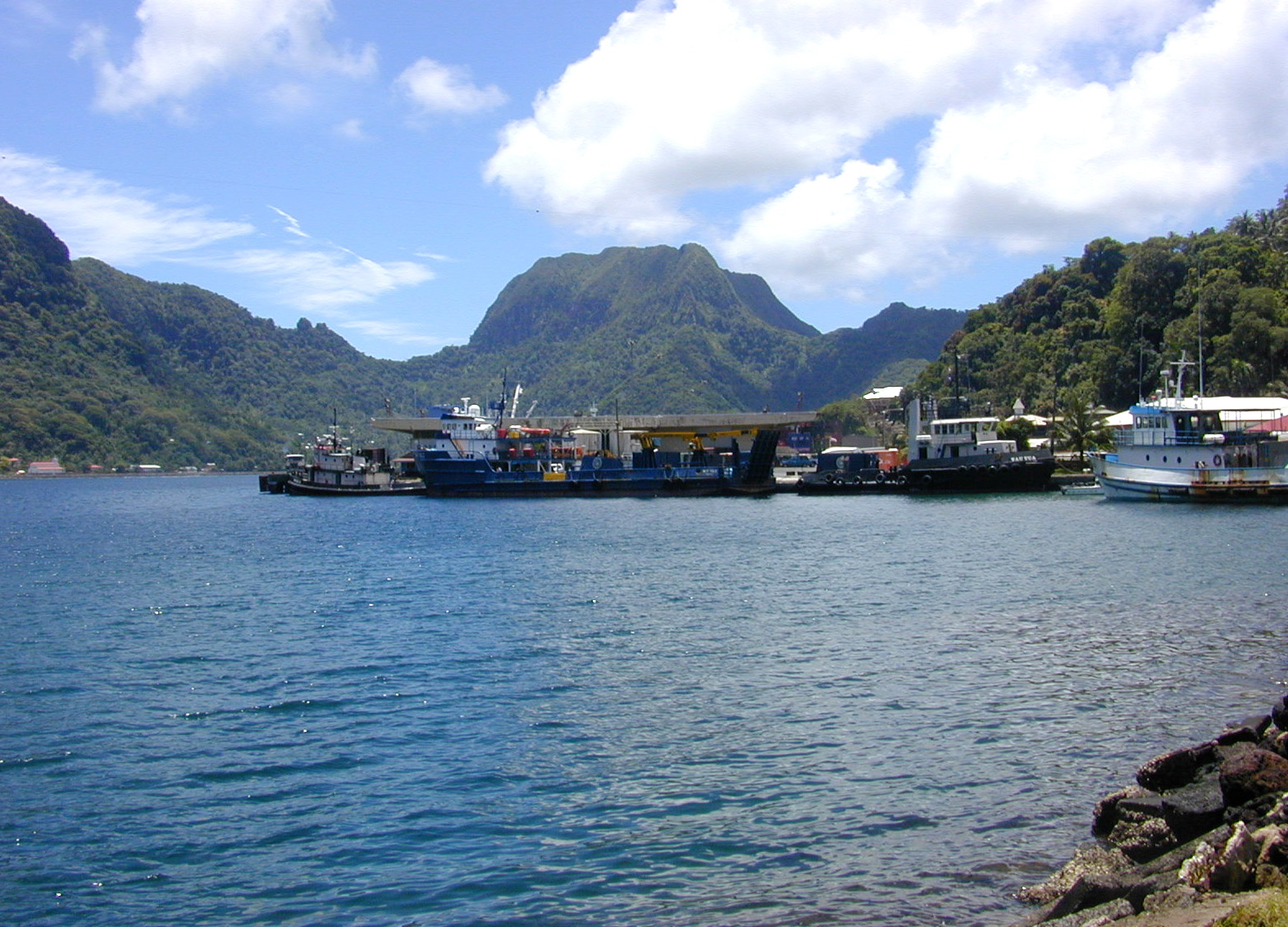
パゴパゴの港

5つの火山島と2つのサンゴ礁からなる。首都パゴパゴのあるトゥトゥイラ島（Tutuila）と隣接するアウヌウ島（Aunu'u）、マヌア諸島を構成するタウ島（Ta'ū）、オフ＝オロセガ島（Ofu‑Olosega）、マヌア諸島近くにある珊瑚礁のローズ環礁（Rose Atoll）、離れた場所にある珊瑚礁のスウェインズ島（Swains Island）である。
気候は熱帯海洋性の多湿高温な気候である。降水量も多く年間5000ミリメートル以上の雨が降る。

## 経済
農作物では主にタロイモやヤムイモなどのイモ、バナナ、ココナッツ、コプラである。漁業は盛んでアメリカで消費されるマグロの缶詰の5分の1はパゴパゴにあるアメリカ資本の缶詰工場で生産されている。観光産業も有望である。

## 交通
トゥトゥイラ島にパゴパゴ国際空港があり、オフ島とタウ島にも空港がある。

## 住民
民族性構成は、ポリネシア系サモア人が9割、トンガ人が5%、白人が2%。
公用語はサモア語となっているが住民の英語力はとても高く、基本的にバイリンガルである。
サモア語とはハワイ語やトンガ語などのポリネシア諸語の一種を指す。
信仰する宗教は、会衆派教会が5割、ローマ・カトリック教会が2割、その他が3割。

## 著名な出身者
- エニ・ファレオマバエガ - 政治家
- ニッキー・サラプ - 元サッカー選手
- ジャイヤ・サエルア - サッカー選手
- ラミン・オット - サッカー選手
- ワイルド・サモアンズ - プロレスラー
- トニー・ソレイタ - プロ野球選手
- 武蔵丸光洋 - 第67代横綱
- トゥルシー・ギャバード - 政治家